# Griffbrett

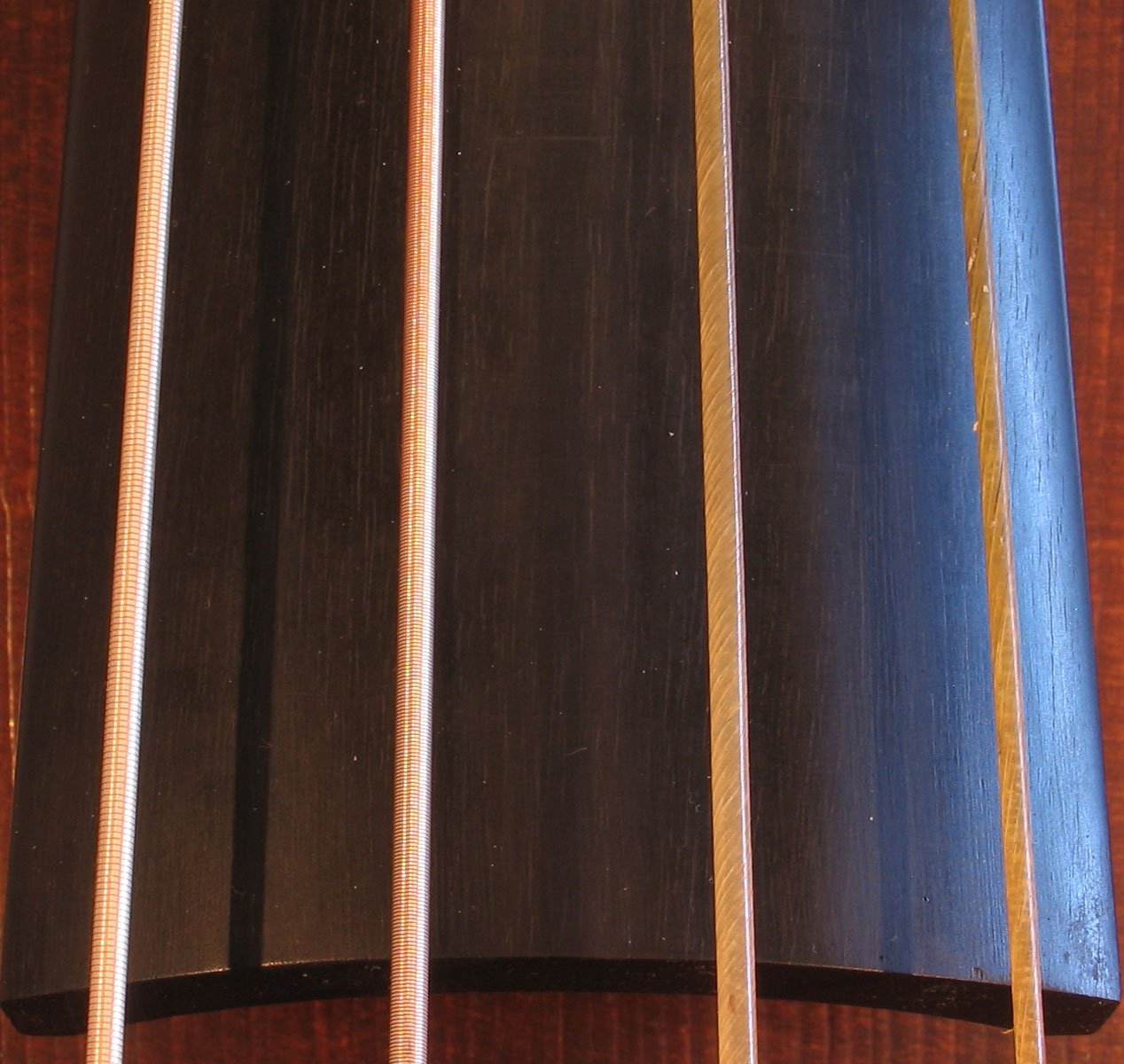
Detail des gewölbten (bundlosen) Ebenholz-Griffbretts eines Kontrabasses mit Saiten

Das Griffbrett ist Bestandteil vieler Saiteninstrumente (Streich- und Zupfinstrumente). Es handelt sich um eine unter den Saiten verlaufende Fläche in ebener oder leicht gewölbter Form. Durch das Niederdrücken der Saiten auf das Griffbrett wird deren schwingender Teil verkürzt und die Tonhöhe der angespielten Saiten steigt.

## Konstruktionsformen von Griffbrettern
Je nach Bauart des Instruments ist das Griffbrett flach auf einem Instrumentenhals oder direkt auf dem Instrumentenkorpus angebracht. Für einen klaren Klang des Musikinstruments, für eine saubere Intonation beim Greifen der Saiten und wegen der mechanischen Beanspruchung durch den Druck der Saiten werden Griffbretter vorwiegend aus harten Materialien, überwiegend aus Holz hergestellt. Zu den geeigneten Holzarten zählen harte Hölzer wie Palisander, Ebenholz, Ahornholz, Birnbaum, Buchenholz und Wenge. Bei manchen modernen Saiteninstrumenten kommen andere harte Materialien wie zum Beispiel Verbundstoffe aus Kohlenstofffaser zum Einsatz.

### Sattel

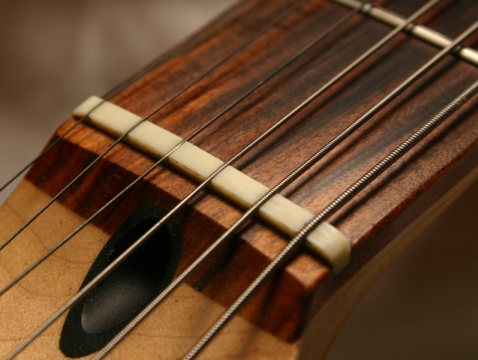
Palisander-Griffbrett einer Gitarre am Übergang zur Kopfplatte mit Sattel aus Knochen

Am oberen Ende von Griffbrettern, am Übergang zu einem Wirbelkasten, einer Kopfplatte oder einer ähnlichen Vorrichtung zur Unterbringung der Stimmmechaniken verlaufen die Saiten meist durch maßgefertigte Rillen eines schmalen Materialstücks, das Sattel genannt wird. Dieser hat die Funktion, den Abstand der Saiten zueinander und den Abstand der Saiten zum Griffbrett konstant zu halten.

### Bünde und Markierungen

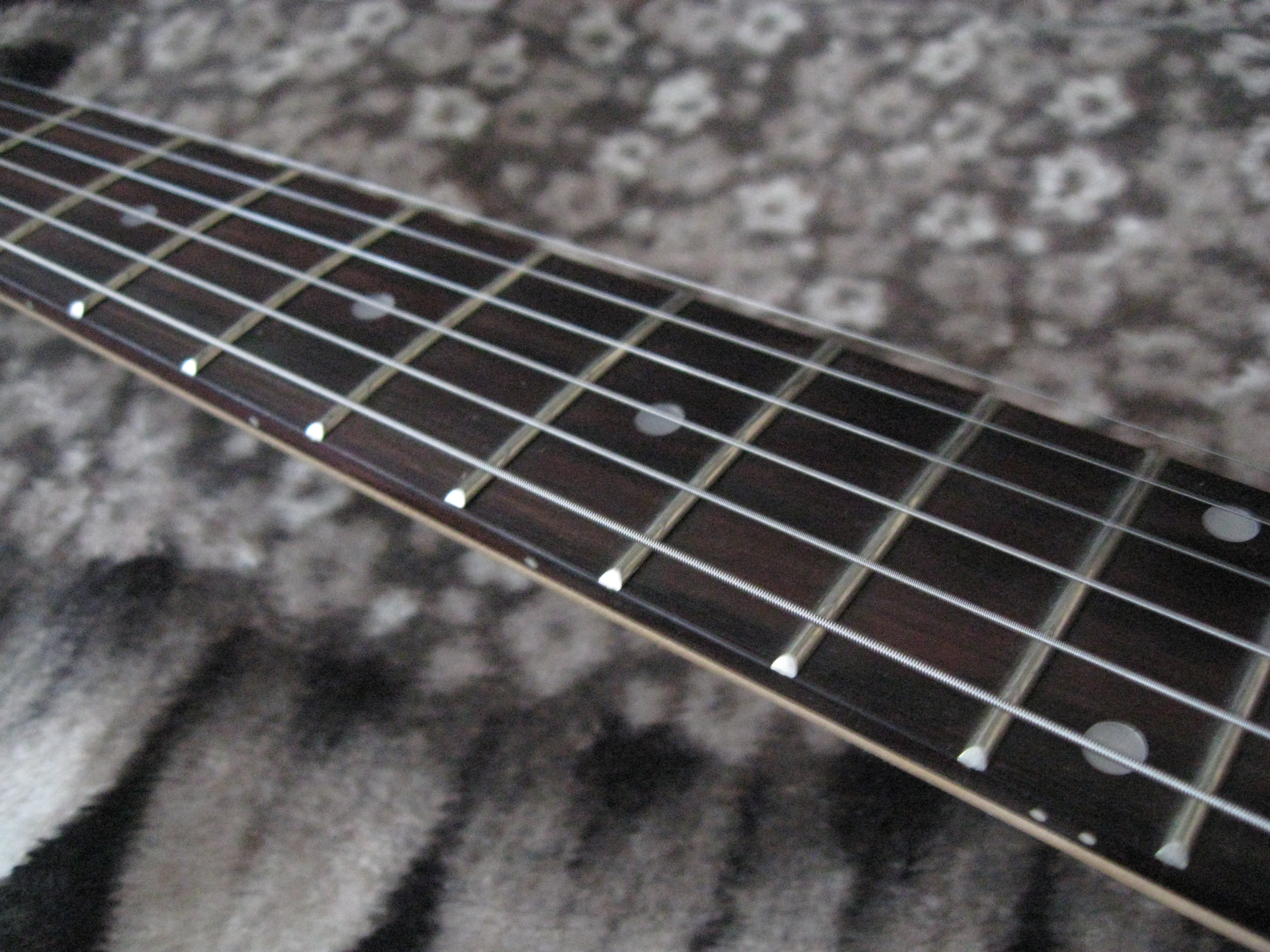
Das Griffbrett einer Gitarre mit Bundstäbchen und punktförmigen Griffbrett-Einlagen

Quer zur Saitenrichtung kann das Griffbrett durch darin eingesetzte Stäbchen aus Metall oder anderen harten Materialien, oder durch um den Instrumentenhals gebundene Schnüre aus Naturdarm oder Pflanzenfasern unterteilt sein, wobei die historisch ältere Praxis des Bindens zur Bezeichnung „Bund“ führte und später auch auf die „Bundstab“ genannten Unterteilungsstäbchen aus harten Materialien übertragen wurde.

#### Inlays und Intarsien
Einige Typen von Saiteninstrumenten verfügen über Griffbrett-Einlagen („Bundmarker“ oder Inlays), um die Orientierung zu erleichtern.
Diese Markierungen werden bei Konzertgitarren zumeist nur an der Schmalseite des Griffbrettes angebracht. Hochwertige Instrumente der spanischen Gitarrenbautradition haben allerdings oftmals keine Markierungen, wobei dies insbesondere bei spanischen Flamencogitarren rein pragmatisch durch den Umstand bedingt ist, dass diese oftmals mit einem Kapodaster gespielt werden, wodurch feste Markierungspunkte nicht nur obsolet werden, sondern sogar zu einer Desorientierung beim Spielen führen könnten.
Bei Westerngitarren und elektrischen Gitarren hingegen können sich Bundmarker sowohl auf der Schmalseite als auch auf der Griffseite befinden. Bei manchen hochwertigen Musikinstrumenten haben die Markierungen die Form von aufwändig gestalteten Intarsien aus Perlmutt oder anderen Materialien.
Intarsien auf dem Griffbrett können auch rein dekorative Funktion haben. Aus der Zeit des Barock sind frühe Formen der Gitarre mit besonders aufwändig gestalteten Griffbrettern mit Einlagen aus Perlmutt und Elfenbein überliefert. Die ältesten erhalten gebliebenen Musikinstrumente mit derart verziertem Griffbrett stammen aus dem späten 16. Jahrhundert.

### Gekehlte Griffbretter bei bundierten Instrumenten
Die Griffbrettoberfläche zwischen Bundstäbchen aus Metall ist in der Regel flach, sie kann aber auch gekehlt, d. h. konkav ausgearbeitet sein (englisch: scalloped fretboard).
Bei einem solchen scalloped fretboard (engl.: scallop = aushöhlen, ausschneiden; fretboard = Griffbrett) ist das Holz des Griffbretts zwischen den einzelnen Bünden leicht ausgehöhlt. Dadurch haben die Finger keinen Kontakt mit dem Griffbrett, sondern liegen nur leicht auf den Saiten. Manche als „Dameninstrumente“ beworbene Gitarrenlauten aus dem Anfang des 20. Jahrhunderts haben ein derartiges Griffbrett, um Spielerinnen, die nicht auf längere Fingernägel verzichten wollten, ein sauberes Greifen zu ermöglichen bzw. Beschädigungen des Griffbretts durch die Nägel zu vermeiden. Bei späteren Instrumenten hat die Aushöhlung insbesondere die Funktion, differenzierte Tonhöhenmodifizierungen wie beim Vibrato allein durch Veränderung des Fingerdrucks bewerkstelligen zu können.

### Saitenlage

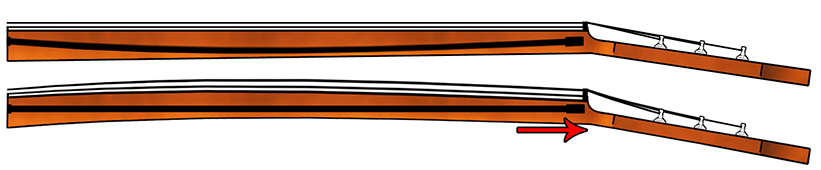
Schematische Darstellung der Funktionsweise des Halsspannstabs bei Gitarren

Der Abstand der Saiten vom Griffbrett, bzw. von den Bünden oder Bundstäbchen am Griffbrett, wird als Saitenlage bezeichnet. Die Saitenlage wird von der Position und Lage des Griffbretts sowie von der Position und Höhe des Stegs bestimmt. Bei vielen Instrumenten ist das Griffbrett so ausgerichtet, dass es in einem leichten Winkel zu den Saiten verläuft; die Saitenlage wird dann über einem bestimmten Bund gemessen.
Bei Saiteninstrumenten mit Hals wirken sich leichte Bewegungen an der Verbindungsstelle zwischen Hals und Korpus und leichte Verformungen des Halses auf die Saitenlage aus. Mit einem Halsspannstab kann der Instrumentenhals und mit ihm das Griffbrett gekrümmt oder eine Krümmung korrigiert werden.
Außerdem kann die Saitenlage auch über eine Bearbeitung des Sattels oder des Stegs verändert werden. Bei modernen E-Gitarren kann für jede Saite einzeln die Saitenlage justiert werden.